# کارولو (استان لهستان بزرگ‌تر)
کارولو (به لهستانی:  Karolew) یک روستا در لهستان است که در گمینا بورک ویلکوپولسکی واقع شده‌است.
 کارولو  ۷۹۰ نفر جمعیت دارد.